# Leptospermum continentale
Leptospermum continentale är en myrtenväxtart som beskrevs av Joy Thomps.. Leptospermum continentale ingår i släktet Leptospermum och familjen myrtenväxter. Inga underarter finns listade i Catalogue of Life.